# IC 1140
IC 1140 је тројна звијезда у сазвјежђу Змија која се налази на листи објеката дубоког неба у Индекс каталогу.
Деклинација објекта је + 19° 6' 52" а ректасцензија 15h 49m 25,3s.